# Peter Trolle Bonnesen
Peter Trolle Bonnesen, né le 16 mars 1993 à Rudersdal, dans l'Hovedstaden au Danemark, est un joueur danois de volley-ball. Il mesure 2,08 m et joue attaquant. Il totalise 109 sélections en équipe du Danemark.

## Clubs
| Club                | De        | À         |
| ------------------- | --------- | --------- |
| Gentofte Volley     | ?         | 2011-2012 |
| VfB Friedrichshafen | 2012-2013 | 2012-2013 |
| Narbonne Volley     | 2013-2014 | 2013-2014 |
| Gentofte Volley     | 2014-2015 | 2018-2019 |

## Palmarès
- Championnat d'Allemagne
  - Finaliste : 2013, 2014
- Championnat du Danemark
  - Vainqueur : 2015, 2016, 2018
  - Finaliste : 2012, 2017
- Coupe du Danemark
  - Vainqueur : 2015, 2017
  - Finaliste : 2012, 2018